# 流行性感冒病毒
流行性感冒病毒，簡稱流感病毒，是一种造成人类及动物患流行性感冒的RNA病毒，在分类学上，流感病毒属于正黏液病毒科，它會造成急性上呼吸道感染，并藉由空氣迅速的傳播，在世界各地常會有週期性的流感大流行。流行性感冒病毒在免疫力較弱的老人或小孩及一些免疫失調的病人會引起較嚴重的症狀，如肺炎或是心肺衰竭等。
病毒最早是在1933年由英国人威尔逊·史密斯（Wilson Smith）发现的，他称为H1N1。
H代表血凝素；N代表神经氨酸酶。数字代表不同类型。

## 类型与命名
根据流感病毒感染的对象，可以将病毒分为人类流感病毒、猪流感病毒、马流感病毒以及禽流感病毒等类群，其中流感病毒根据其核蛋白的抗原性可以分为四类:
- 甲型流感病毒（Influenza A virus），又称A型流感病毒，在动物中广为分布，能造成世界流感大流行；
- 乙型流感病毒（Influenza B virus），又称B型流感病毒，仅在人与海豹中发现，常引起流感局部暴发，不会引起成世界流感大流行；
- 丙型流感病毒（Influenza C virus），又称C型流感病毒，仅在人与猪中发现，以散在形式出现，一般不引起流行。
- 丁型流感病毒（Influenza D virus），又称D型流感病毒，仅在猪和牛中发现，但尚未有人受感染的报道。

感染鸟类、猪等其他动物的流感病毒，其核蛋白的抗原性与人甲型流感病毒相同，但是由于甲型、乙型和丙型流感病毒的分类只是针对人流感病毒的，因此通常不将禽流感病毒等非人类宿主的流感病毒称作甲型流感病毒。
在核蛋白抗原性的基础上，流感病毒还根据血凝素和神经氨酸酶的抗原性分为不同的亚型。
根据世界卫生组织1980年通过的流感病毒毒株命名法修正案，流感毒株的命名包含6个要素：型别/宿主/分离地区/毒株序号/分离年份 (HnNn)，其中对于人类流感病毒，省略宿主信息，对于乙型和丙型流感病毒省略亚型信息。例如A/swine/Iowa/15/30 (H1N1)表示的是核蛋白为A型的，1930年在Iowa分离的以猪为宿主的H1N1亚型流感病毒毒株，其毒株序号为15，这也是人类分离的第一支流感病毒毒株。

## 形态结构
流感病毒呈球形，新分离的毒株则多呈丝状，直径在80至120纳米之间，丝状流感病毒长度可达400纳米。
流感病毒结构自外而内可分为包膜、基质蛋白以及核心三部分。

### 核心
病毒的核心包含了存贮病毒信息的遗传物质以及复制这些信息必须的酶。流感病毒的遗传物质的形态是“分节基因组”（segmented genome），具8或7节的“线状反义单链RNA”（简写为-ssRNA）。-ssRNA与核蛋白（NP）相结合，缠绕成核糖核蛋白体（RNP），以密度极高的形式存在。除了核糖核蛋白体，还有负责RNA複製的RNA複製酶（RdRp）。
甲型和乙型流感病毒的RNA由8个节段组成，丙型流感病毒则比他们少1个节段，第1、2、3节段编码的是RNA複製酶（RdRp），第4节段负责编码血凝素；第5节段负责编码核蛋白，第6节段编码的是神经氨酸酶；第7节段编码基质蛋白，第8节段编码的是一种具有拼接RNA功能的非结构蛋白，这种蛋白的其他功能尚不得而知。
丙型流感病毒的RNA由7个节段组成，缺少的是第6节段，其第4节段编码的血凝素可以同时行使神经氨酸酶的功能。

### 基质蛋白
基质蛋白构成了病毒的外壳骨架，实际上骨架中除了基质蛋白 (M1)之外还有膜蛋白 (M2)。基质蛋白与病毒最外层的包膜紧密结合，有保护病毒核心和维系病毒空间结构的作用。
当流感病毒在宿主细胞内完成其繁殖之后，基质蛋白是分布在宿主细胞细胞膜内壁上的，成型的病毒核心衣壳能够识别宿主细胞膜上含有基质蛋白的部位，与之结合形成病毒结构，并以出芽的形式突出释放成熟病毒。

### 包膜
包膜是包裹在基质蛋白之外的一层磷脂双分子层膜，这层膜来源于宿主的细胞膜，成熟的流感病毒从宿主细胞出芽，将宿主的细胞膜包裹在自己身上之后脱离细胞，去感染下一个目标。
包膜中除了磷脂分子之外，还有两种非常重要的糖蛋白：血凝素和神经氨酸酶。这两类蛋白突出病毒体外，长度约为10至40纳米，被称作刺突。一般一个流感病毒表面会分布有500个血凝素刺突和100个神经氨酸酶刺突。在甲型流感病毒中血凝素和神经氨酸酶的抗原性会发生变化，这是区分病毒毒株亚型的依据。
血凝素 (HA)呈柱状，能与人、鸟、猪豚鼠等动物红细胞表面的受体相结合引起凝血，故而被称作血凝素。血凝素蛋白水解后分为轻链和重链两部分，后者可以与宿主细胞膜上的唾液酸受体相结合，前者则可以协助病毒包膜与宿主细胞膜相互融合。血凝素在病毒导入宿主细胞的过程中扮演了重要角色。血凝素具有免疫原性，抗血凝素抗体可以中和流感病毒。
神经胺酸酶 (NA)是一个呈蘑菇状的四聚体糖蛋白，具有水解唾液酸的活性，当成熟的流感病毒经出芽的方式脱离宿主细胞之后，病毒表面的血凝素会经由唾液酸与宿主细胞膜保持联系，需要由神经胺酸酶将唾液酸水解，切断病毒与宿主细胞的最后联系。因此神经胺酸酶也成为流感治疗药物的一个作用靶点，针对此酶设计的奥司他韦是最著名的抗流感药物之一。

## 变异
在感染人类的三种流感病毒中，甲型流感病毒有着极强的变异性，乙型次之，而丙型流感病毒的抗原性非常稳定。
乙型流感病毒的变异会产生新的主流毒株，但是新毒株与旧毒株之间存在交叉免疫，即针对旧毒株的免疫反应对新毒株依然有效。
甲型流感病毒是变异最为频繁的一个类型，每隔十几年就会发生一个抗原性大变异，产生一个新的毒株，这种变化称作抗原转变亦称抗原的质变；在甲型流感亚型内还会发生抗原的小变异，其表现形式主要是抗原氨基酸序列的点突变，称作抗原漂移亦称抗原的量变。抗原转变可能是血凝素抗原和神经氨酸酶抗原同时转变，称作大族变异；也可能仅是血凝素抗原变异，而神经氨酸酶抗原则不发生变化或仅发生小变异，称作亚型变异。
对于甲型流感病毒的变异性，学术界尚无统一认识，一些学者认为，是由于人群中传播的甲型流感病毒面临较大的免疫压力，促使病毒核酸不断发生突变。另一些学者认为，是由于人甲型流感病毒和禽流感病毒同时感染猪后发生基因重组导致病毒的变异。后一派学者的观点得到一些事实的支持，实验室工作显示，1957年流行的亚洲流感病毒(H2N2)基因的八个节段中有三个是来自鸭流感病毒，而其余五个节段则来自H1N1人流感病毒。
甲型流感病毒的高变异性增大了人们应对流行性感冒的难度，人们无法准确预测即将流行的病毒亚型，便不能有针对性地进行预防性疫苗接种，另一方面，每隔十数年便会发生的抗原转变更会产生根本就没有疫苗的流感新毒株。

## 致病性、诊断与防治
流感病毒侵袭的目标是呼吸道粘膜上皮细胞，偶有侵袭肠粘膜的病例，则会引起胃肠型流感。
病毒侵入体内后依靠血凝素吸附于宿主细胞表面，藉由吞饮进入胞浆；进入胞浆之后病毒包膜与细胞膜融合释放出包含的ss-RNA；ss-RNA的八个节段在胞浆内编码RNA多聚酶、核蛋白、基质蛋白、膜蛋白、血凝素、神经氨酸酶、非结构蛋白等构件；基质蛋白、膜蛋白、血凝素、神经氨酸酶等编码蛋白在内质网或高尔基体上组装M蛋白和包膜；在细胞核内，病毒的遗传物质不断复制并与核蛋白、RNA多聚酶等组建病毒核心；最终病毒核心与膜上的M蛋白和包膜结合，经过出芽释放到细胞之外，复制的周期大约8个小时。
流感病毒感染将导致宿主细胞变性、坏死乃至脱落，造成粘膜充血、水肿和分泌物增加，从而产生鼻塞、流涕、咽喉疼痛、干咳以及其它上呼吸道感染症状，当病毒蔓延至下呼吸道，则可能引起毛细支气管炎和间质性肺炎。
病毒感染还会诱导干扰素的表达和细胞免疫调理，造成一些自體免疫反应，包括高热、头痛、腓肠肌及全身肌肉疼痛等，病毒代谢的毒素样产物以及细胞坏死释放产物也会造成和加剧上述反应。
由于流感病毒感染会降低呼吸道粘膜上皮细胞清除和黏附异物的能力，所以大大降低了人体抵御呼吸道感染的能力，因此流感经常会造成继发性感染，由流感造成的继发性肺炎是流感致死的主要死因之一。
防治流感病毒一方面要加强流感病毒变异的检测，尽量作出准确的预报，以便进行有针对性的疫苗接种；另一方面是切断流感病毒在人群中的传播，流感病毒依靠飞沫传染，尽早发现流感患者、对公共场所使用化学消毒剂熏蒸等手段可以有效抑制流感病毒的传播；对于流感患者，可以使用干扰素、金刚烷胺、奥司他韦等药物进行治疗，干扰素是一种可以抑制病毒复制的细胞因子，金刚烷胺可以作用于流感病毒膜蛋白和血凝素蛋白，阻止病毒进入宿主细胞，奥司他韦可以抑制神经氨酸酶活性，阻止成熟的病毒离开宿主细胞。还有迹象显示板蓝根、大青叶等中药可能有抑制流感病毒的活性，但是未获实验事实的证实。除了针对流感病毒的治疗，更多的治疗是针对流感病毒引起的症状的，包括非甾体抗炎药等，这些药物能够缓解流感症状但是并不能缩短病程。

### 引用
1. ↑  .   [2021-08-04]. （原始内容存档于2021-12-24）.